# Nikolaj Korol'kov
Nikolaj Pavlovič Korol'kov (in russo Николай Павлович Корольков?; Rostov sul Don, 28 novembre 1946 – Rostov sul Don, 5 luglio 2024) è stato un cavaliere russo, fino al 1991 sovietico.

## Biografia
Nikolaj Korol'kov nacque a Rostov sul Don il 28 novembre 1946.
Vinse una medaglia d'oro nel salto ostacoli con la squadra sovietica e una medaglia d'argento individuale alle Olimpiadi del 1980 a Mosca.
Morì il 5 luglio 2024 all'età di 77 anni.

## Palmarès

### Olimpiadi
- 2 medaglie:
  - 1 oro (Mosca 1980 nel salto a squadre)
  - 1 argento (Mosca 1980 nel salto individuale)